# Додекакарбонилтетракобальт
Додекакарбонилтетракобальт — неорганическое соединение, 
карбонильный комплекс кобальта состава Co4(CO)12,
чёрные кристаллы,
медленно окисляется на воздухе.

## Получение
- Разложение октакарбонилдикобальта при нагревании:

{\displaystyle {\mathsf {2Co_{2}(CO)_{8}\ {\xrightarrow {51-60^{o}C}}\ Co_{4}(CO)_{12}+4CO}}}
- Окисление тетракарбонилкобальтовой кислоты

{\displaystyle {\mathsf {4HCo(CO)_{4}+O_{2}\ {\xrightarrow {-26^{o}C}}\ Co_{4}(CO)_{12}+4CO+2H_{2}O}}}

## Физические свойства
Додекакарбонилтетракобальт образует чёрные кристаллы, медленно окисляется на воздухе.
Возгоняется при 90°С при давлении 1 мм Hg.

## Химические свойства
- Разлагается при нагревании:

{\displaystyle {\mathsf {Co_{4}(CO)_{12}\ {\xrightarrow {60^{o}C}}\ 4Co+12CO}}}
- Реагирует с щелочными металлами:

{\displaystyle {\mathsf {Co_{4}(CO)_{12}+3Na\ {\xrightarrow {}}\ 3NaCo(CO)_{4}+Co}}}